# Moorslede
Moorslede és un municipi belga de la província de Flandes Occidental a la regió de Flandes.

## Seccions
| #     | Nom                                  | Superfície (km²) | Població (01/01/2006) |
| ----- | ------------------------------------ | ---------------- | --------------------- |
| I III | Moorslede - Moorslede - Slypskapelle | 29,51            | 7.026                 |
| II    | Dadizele                             | 5,83             | 3.612                 |

## Localització

Mapa de Moorslede

| - a. Roeselare - b. Rumbeke (Roeselare) - c. Ledegem - d. Moorsele (Wevelgem) - e. Geluwe (Wervik) - f. Beselare (Zonnebeke) - g. Passendale (Zonnebeke) |

## Personatges il·lustres
- Cyrille Van Hauwaert (1883-1974), ciclista.
- Jules Masselis (1886-1965), ciclista.
- Albéric Schotte, ciclista.